# Ulomené ucho
Ulomené ucho (francouzsky L’oreille cassée) je šestá kniha z komiksového cyklu Tintinova dobrodružství. Příběhy poprvé vycházely v časopise Petit Vingtiéme v letech 1935–1937. Hergé tuto verzi v roce 1943 upravil na 62 stran.

## Děj
Celý příběh začíná v etnografickém muzeu v Bruselu. Po uzavření muzea, začne správce uklízet a všimne si, že byla odcizena vzácná Arumbajská modla. Den poté je celá věc ohlášena v rádiu, kde se o ní dozví i Tintin. Okamžitě běží do muzea, kde jsou již detektivové Tkadlec a Kadlec, kteří případ vyšetřují. Příštího dne, správce objeví modlu zase na stejném místě. U modly je dopis, na kterém je napsáno, že celá krádež byla provedena kvůli jedné sázce. Policie řekne, že tímto je případ vyřešený a odejde. Tintin však zjistí, že modla je falešná (protože nemá nalomené pravé ucho, kdežto originál má kousek poškozený). Poté se z novin se dozví, že v Londýnské ulici prý zemřel známý sochař Balthazar, který se specializoval na exotické sošky. Po usilovném přemýšlení, se do ulice vypraví a po prohledání pokoje sochaře dojde k názoru, že sochař byl zabit, ale oficiální verze prohlašuje, že sochař spáchal sebevraždu. Jde domů, když vtom ho napadne, že by mohl koupit sochařova papouška (mimo jiné jediného svědka sochařovy smrti). Po doběhnutí do ulice však zjistí, že papouška si před minutou koupil muž, kterého potkal na ulici, když odcházel. Rychle za ním běží, muž se však popere s jedním pánem, protože papoušek na něho krákal neslušná slova. Při rvačce se krabice rozpadne, a papoušek uletí. Muž Tintinovi poděkuje, ale Tintin si všimne, že muž lže, protože prohlašuje, že to byl dárek od strýčka. Tintina překvapí, že mu muž lže. Následně neznámý muž i Tintin podají inzerát do novin „ztratil se papoušek“. Papouška nakonec získá Tintin, ale onen neznámý muž se mu ho pokusí ukrást, přičemž málem Tintina usmrtí nožem. Tintinovi se podaří zjistit, v jakém domě muž bydlí. Jedné noci se tam vypraví, a zjistí, že muž má společníka jménem Alonso a sám se jmenuje Ramón. Zjistí, že věhlasného sochaře zabil muž jménem Tortilla. Následuje Alonsa s Ramónem až do Jižní Ameriky, na palubě lodi Město Lyon. Alonso a Ramón, se snaži Tintina objevit, ale vždy se spletou. Nakonec jednu noc zavraždí Tortillu a hodí ho do moře. Druhý dej ale Tintin odhalí, a nechá je zatknout vládním vojskem republiky San Teodoros. Netuší však, že plukovník, který si pro ně přijede, je jejich dobrý přítel. Na Tintina je nachystána léčka, která skončí tím, že Tintin je zavřen do vězení jako atentátník. Druhý den je připravena poprava. Během popravy je však svržen vládnoucí generál Tapioca, a vládu převezme generál Alcázar, ovšem jenom na půl hodiny. Vzhledem k tomu je opět přichystána poprava. Pušky se ovšem porouchají, a plukovník pozve Tintina na kapku whisky. Tintin se i s plukovníkem opije a v opilosti začne při popravě vykřikovat: Ať žije generál Alcázar! V téže chvíli, proběhne revoluce a Tintina jmenuje generál svým pobočníkem místo plukovníka Díaze, kterého degraduje na desátníka, a ten se proto přidá k hnutí odporu. Při Tintinově pobytu u generála, proběhne několik atentátů na něj i na generála (atentátníkem je vždy Díaz), ale všechny přežijí. Generál ale po jednom z atentátů dostane psotník, a Tintin de facto převezme vládu. Odmítne zástupce společnosti General American Oil, který mu nabízí 10 000 dolarů, když přiměje generála zaútočit na sousední republiku Novoriko, protože u hranic v pohoří Gran Chapo se údajně nachází ropa. Zástupci se to příliš nelíbí a dá svému sluhovi Pablovi peníze, aby na Tintina spáchal atentát. Atentát se nepovede, ale Tintin Pablovi odpustí, a ten se proto stane jeho věrným přítelem. Následně Tintina unesou Alonso a Ramón a chtějí, aby jim vyzradil, kde je ukryta pravá modla. Tintin jim nalže, že je na palubě lodi (sám netuší kde modla je). Alonso a Ramón ho chtějí zabít, ale během toho prolétne místností kulový blesk a pomůže Tintinovi k útěku. Mezitím zástupce společnosti General American Oil přemluví generála Alcázara, aby zaútočil na sousední republiku a nevěřil Tintinovi. Následně vlády obou dvou států obletí obchodník se zbraněmi Basil Bazaroff, který je přítelem zástupce, a podaří se mu prodat 150 děl a 120 000 niklovaných granátů, ale získá také listinu, díky které je Tintin generálem poslán do vězení. Pablo mu však pomůže uniknout, a Tintin prchá automobilem směrem ke státní hranici s Novorikem. Brzy ho začne pronásledovat obrněný vůz, s několika vojáky, které Tintin obelstí a unikne v jejich autě. Naneštěstí projede vojenským autem do sousední republiky Novoriko, kde ho zatknou. Republika Novoriko, domnívajíc se, že Tintin na ně zaútočil, vyhlásí válku San Teodorosu a rozhoří se válka o Gran Chapo. Tintin uteče z vozu, který ho veze do věznice a po mnoha nesnázích se dostane až k Arumbajům. Tam se dozví, že jistý mišenec jménem Lopéz, jim ukradl diamant, který ukryl do modly. Jede zpět do civilizace na kánoi, ale potká se s Alonsem a Ramónem, které sice porazí, ale špatně jim sváže ruce, a Alonso ho svrhne do řeky. Tintin nakonec dojde pěšky, ovšem ví, že oba zločinci mají týden náskok. Nakonec se vrátí do Evropy, kde zjistí že někdo začal vyrábět sošky sériově. Jde po stopě a zjistí, že originál sošky vlastní bohatý Američan Goldwood, který odjel zrovna do Ameriky, na lodi Washington. Doletí k lodi na hydroplánu s poštou a okamžitě utíka do Goldwoodovy kajuty. Setká se s Alonsem a Ramónem, kteří zrovna ukradli sošku. Popere se s nimi, soška se rozbije a diamant spadne do moře. Všichni tři spadnou do vody, ale Tintin přežije, kdežto oba dva zločinci se utopí. Vrátí sošku do muzea a jde vstříc dalším dobrodružstvím.